# Bloch-Sulzberger-Syndrom
Das Bloch-Sulzberger-Syndrom oder Incontinentia pigmenti ist ein seltenes Fehlbildungssyndrom vornehmlich der Haut, der Zähne, der Haare und Nägel mit einem X-chromosomal dominanten Erbgang. Die Erkrankung kann als Pigmentdermatose oder Form einer Ektodermalen Dysplasie angesehen werden.
Synonyme sind: Bloch-Siemens-Syndrom; Melanoblastosis cutis; Naevus pigmentosus systematicus; Melanosis corii degenerativa (Siemens); Melanoblastosis cutis linearis sive systematisata (Carol und Bour)
Die ersten Beschreibungen der Besonderheiten stammen vom Beginn des 20. Jahrhunderts. Der Zürcher Hautarzt Bruno Bloch (1878–1933) (Veröffentlichung im Jahre 1926) und der New Yorker Hautarzt Marion Baldur Sulzberger (1895–1983) (Veröffentlichung im Jahre 1928) haben ausführliche Darstellungen publiziert.

## Vorkommen
Die Häufigkeit bei der Geburt wird mit etwa 1 zu 143.000 angegeben, bislang wurde über 1000 Betroffene berichtet. Die Vererbung erfolgt X-chromosomal dominant.
Es besteht eine deutliche Gynäkotropie (weiblich:männlich von 20:1), da bei Jungen das Syndrom wegen des fehlenden intakten zweiten X-Chromosoms meist schon vorgeburtlich tödlich verläuft. Bei Mädchen kommt sie dagegen mit einer Häufigkeit von durchschnittlich 1:10.000 vor.

## Ursache
Der Erkrankung liegen Mutationen im IKBKG (NEMO)-Gen auf dem X-Chromosom Genort q28 zugrunde, welches für einen NF-κB Inhibitor kodiert. Die Mutationen treten in 10–25 % familiär und in mehr als 50 % als Neumutation auf, beim weiblichen Geschlecht handelt es sich in 65 % um eine Exon 4-10-Deletion.
Mutationen in diesem Gen finden sich auch beim Subtyp X-chromosomale Suszeptibilität für Mykobakteriosen durch IKBKG-Defekt der X-chromosomalen Suszeptibilität für Mykobakteriosen und dem OLEDAID-Syndrom.

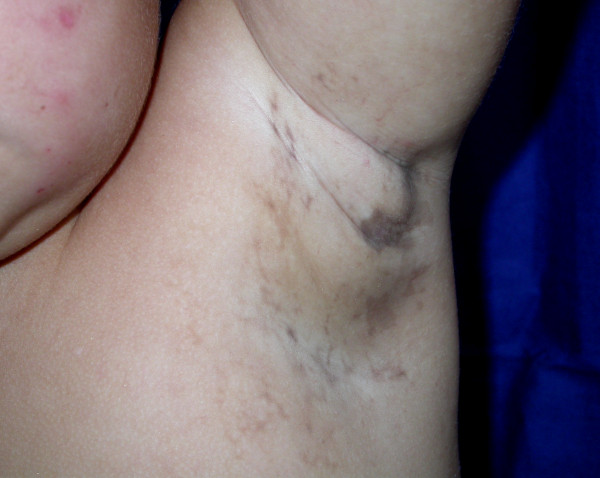
Incontinentia pigmenti entlang der Blaschko-Linien bei einem dreijährigen Mädchen

## Klinische Erscheinungen
Klinische Kriterien sind:
Die Krankheit äußert sich in zahlreichen Pigmentflecken auf der Haut, Störungen der Fingernägel, Haare und Zähne (Zapfenzahn, Hypodontie, Mikrodontie), sowie Fehlbildungen im Zentralnervensystem. Die Veränderungen verursachen in unterschiedlichem Maße Wachstumsstörungen und Behinderungen. Die Mädchen bzw. Frauen erblinden oft und bekommen Epilepsie; z. B. haben Mädchen mit Bloch-Sulzberger-Syndrom ein überdurchschnittlich hohes Risiko, ein West-Syndrom (BNS-Epilepsie) zu entwickeln.
Hauptkriterien sind die Hautveränderungen mit klinisch verschiedenen Stadien:
- Bullöses Stadium I kurz nach der Geburt mit bullösem Erythem und vesikulären Exanthem entlang der Blaschko-Linien (an den Extremitäten linear, am Körperstamm und Kopf wirbelförmig) (Stadium I kann bei Fieber erneut auftreten)
- Verruköses Stadium II nach einigen Monaten mit warzenartigen Plaques
- Hyperpigmentiertes Stadium III nach weiteren Monaten am häufigsten am Stamm und an den Gliedmaßen auf,  kann bis in das Erwachsenenalter fortbestehen
- Hypopigmentiertes Stadium IV ab Adoleszenz mit haarlosen Bereichen, bevorzugt an den Beinen

Nebenkriterien sind:
Zahnanomalien, Alopezie, Nageldystrophie; Veränderungen der Retina, positive Familienanamnese und zusätzlich Veränderungen des Zentralnervensystems.
Etwa 2/3 der Betroffenen sind neurologisch unauffällig.

## Diagnostik
Die typischen Hautläsionen im Verlauf und die Genanalyse sichern die Diagnose. Leukozytose und Eosinophilie können auftreten.
Bei der Gewebeuntersuchung (Histologie) finden sich im Stadium I eosinophile schwammige Blasen, im Stadium II Hyperkeratose und Akanthose mit dyskeratotischen Keratinozyten, im Stadium III: Melanin-Ablagerungen in der Dermis.

## Differentialdiagnostik
Differentialdiagnostisch abzugrenzen sind:
- Epidermolytische Ichthyose
- Naegeli-Franceschetti-Jadassohn-Syndrom
- Norrie-Syndrom
- Riehl-Melanose
- Melanodermitis toxica
- Urticaria pigmentosa, Lichen ruber planus, Café-au-lait-Fleck
- Hereditäres Zinkmangelsyndrom
- Kutaneo-ossales-Syndrom
- Andogsky-Syndrom
- Schimmelpenning-Feuerstein-Mims-Syndrom
- andere Formen der  Ektodermalen Dysplasie

je nach Stadium der Erkrankung auch Bullöse Impetigo, Epidermolysis bullosa oder Varizellen (Stadium I), Warzen, Molluscum contagiosum und Epidermal-Naevus-Syndrom (Stadium II).

## Therapie
Die Behandlung erfolgt symptomatisch.

## Prognose
Die Lebenserwartung ist normal. Liegen keine Fehlbildungen des Gehirns vor, kann eine normale Entwicklung erwartet werden.